# Маркін Владлен Миколайович
Маркін Владлен Миколайович (нар. 1925, Барвінкове Харківської області — пом. 2004, Ізюм Харківської області) — український краєзнавець, історик, відомий дослідник «Слова о полку Ігоревім». Розшифрував 688 «темнот» «Слова». Владлену Миколайовичу Маркіну фактично вдалося відтворити першотекст поеми, тобто відновити його таким, яким його читали в XII столітті.
Знання топоніміки краю та лінгвістики дозволили Маркіну визначити місце битви князя Ігоря з половцями — за його версією — в районі солоних озер і підтвердити «Слов'янську» гіпотезу історика, археолога і краєзнавця М. В. Сибилєва.
В. Маркін писав про «Слово о полку Ігоревім» і свій доробок над його розшифровкою: "Описувані автором події поеми стали більш послідовні, логічні, зрозумілі, " прив'язані « до конкретних, встановлених географічних місць. Нове прочитання поеми дозволило встановити точний маршрут руху полків Ігоря та Всеволода в Торянь, місце битви русичів з половцями, хід бою і багато іншого».

## Окремі видання
- Маркин В. Н. Тайна битвы на Каялы. Новаторское прочтение поэмы «Слово о полку Игореве» [Текст] / В. Н. Маркин. — Донецк ; Дружковка: Донбасс, 2012. — 323 с. : ил. — Бібліогр.: с. 318. — ISBN 978-617-638-109-9

Крім того, у доробку Маркіна В. М. — історичний нарис «Ізюмська земля».